# Robin Vidgeon
Robin Vidgeon (* 12. August 1939 in London, England) ist ein britischer Kameramann.

## Leben
Robin Vidgeon begann 1956 seine Ausbildung als Kameramann in den Pinewood Studios, welche er 1959 beendete. Er ist regelmäßiger Dozent an der London Film Academy. Er ist Mitglied der British Society of Cinematographers und war von 1994 bis 1996 ihr Präsident.

## Filmografie (Auswahl)
- 1987: Hellraiser – Das Tor zur Hölle (Hellraiser)
- 1988: Hellbound – Hellraiser II (Hellbound: Hellraiser II)
- 1988: Mr. North – Liebling der Götter (Mr. North)
- 1989: Die Fliege 2 (The Fly II)
- 1989: Work Experience
- 1989: Pfui Teufel – Daddy ist ein Kannibale (Parents)
- 1990: Cabal – Die Brut der Nacht (Nightbreed)
- 1991: Highway zur Hölle (Highway to Hell)
- 1992: Das Doppelleben des Arnold Bax (The Secret Life of Arnold Bax)
- 1993: Lady Chatterley (Miniserie)
- 1994: Die unendliche Geschichte III – Rettung aus Phantásien (The Neverending Story III: Escape from Fantasia)
- 1996: Der codierte Mann (Breaking the Code)
- 2002: Nine Lives – Das Haus des Schreckens (Nine Lives)
- 2003: LD 50 Lethal Dose – Tödliche Dosis (LD 50 Lethal Dose)
- 2003: Octane – Grausamer Verdacht (Octane/Pulse)